# Murs (Indre)
Murs település Franciaországban, Indre megyében. Lakosainak száma 122 fő (2022. január 1.). Murs Châtillon-sur-Indre, Cléré-du-Bois, Clion, Paulnay és Villiers községekkel határos.

## Népesség
A település népességének változása:
| Lakosok száma | 260  | 184  | 150  | 126  | 129  | 128  | 127  | 129  | 129  | 122  |
|               | 1968 | 1982 | 1990 | 2006 | 2013 | 2015 | 2017 | 2019 | 2020 | 2022 |